# Gūgerdchī
Gūgerdchī (persiska: گوگردچی) är en ort i Iran.   Den ligger i provinsen Västazarbaijan, i den nordvästra delen av landet, 400 km väster om huvudstaden Teheran. Gūgerdchī ligger 1 871 meter över havet och antalet invånare är 191.
Terrängen runt Gūgerdchī är huvudsakligen kuperad, men åt sydväst är den platt. Runt Gūgerdchī är det ganska tätbefolkat, med 78 invånare per kvadratkilometer. Närmaste större samhälle är Takāb, 13,9 km söder om Gūgerdchī. Trakten runt Gūgerdchī består i huvudsak av gräsmarker.